# Khalihenna Ould Errachid
Khalihenna Ould Errachid (àrab: خلي هنا ولد الرشيد, Ḫalī Hanā Ūld ar-Raxīd) (Al-Aaiun, Sàhara Espanyol, novembre de 1951) és un polític marroquí, president del Consell Reial Consultiu pels Afers del Sàhara nomenat pel rei Mohammed VI.

## Biografia
Khalihenna Ould Errachid és membre d'una influent família de la tribu Reguibat. Va fer els seus estudis de postgrau a Madrid, on el 1974 fou nomenat pel govern espanyol cap del Partit de la Unió Nacional Sahariana (PUNS). El PUNS, creat amb el vist-i-plau de les autoritats franquistes, era l'únic partit polític legal al Sàhara Espanyol en el període 1974-75, amb vistes de contrarestar tant les reivindicacions de Marroc i Mauritània com les dels independentistes del Front Polisario, creat en 1973. Al principi va defensar l'autonomia sota el domini colonial espanyol, però arran dels canvis de posició del govern espanyol va començar a exigir la independència «en associació» amb Espanya.
L'abril de 1975, en una conferència de premsa a París va dir:
| «                                                      | Si no hi hagués fosfats, ningú reivindicaria el territori. El que Marroc busca no és el benestar dels sahrauís, sinó l'explotació dels fosfats. Volem la independència, i la circumstància es dona que en el futur estat del Sàhara Occidental hi ha dipòsits de fosfats. | » |
| — Khalihenna Ould Errachid. París, 21 d'abril de 1975. | |   |

Durant la visita al Sàhara Espanyol de la missió de les Nacions Unides el maig-juny de 1975, i abans de l'Acord tripartit de Madrid, Khalihenna Ould Errachid marxà d'El Aaiún a Las Palmas, i d'allí agafà un avió cap el Marroc. Pocs dies després, el 19 de maig, Khalihenna Ould Errachid declarà la seva lleialtat al rei del Marroc a Fes. Nombroses fonts afirmen que va abandonar el Sàhara Occidental amb els diners de la caixa del PUNS, entre 160.000 i 6.000.000 pessetes.
El novembre de 1975 el Marroc decideix de llançar «la Marxa Verda», en la que Khalihenna Ould Errachid va ser també un estret col·laborador del rei Hassan II en els preparatius per a la seguretat estratègica, política, diplomàtica i d'aquesta obra. Quan Espanya va deixar el territori sahrauí en 1975 serà encarregat pel sobirà per defensar la ratificació de l'acord tripartit de Madrid davant l'ONU.
En l'era d'Hassan II, Khalihenna Ould Errachid va ser nomenat Ministre dels Assumptes del Sàhara en 1977, i fins a 1995 al govern Lamrani III. En 1977, va ser elegit diputat d'Al-Aaiun i es va convertir en membre del Comitè i de la Junta Executiva de l'Agrupació Nacional d'Independents (RNI), que va deixar a principis de 1981 per participar en la creació del Partit Nacional Democràtic (PND). Khalihenna Ould Errachid també va ser President del Consell Municipal d'Al-Aaiun, des de 1983. També va dirigir diverses missions diplomàtiques reals davant les Nacions Unides, l'Organització de Països No Alineats i l'Organització de la Unitat Africana.
L'any 2000, i a instàncies del rei Mohammed VI, s'encarregà de participar en les negociacions dirigides per James Baker a Londres i Berlín. El 25 de març de 2006, el sobirà el nomenà President del Consell Reial Consultiu pels Afers del Sàhara (CORCAS).

## Família
El seu germà Moulay Hamdi Ould Errachid es va convertir en l'alcalde de la ciutat d'Al-Aaiun, en les eleccions municipals de 2009.